# Мокал Сінґх
Мокал Сінґх (гінді राणा मोकल; д/н — 1433) — магарана Мевару в 1421—1433 роках.

## Життєпис
Походив з династії Сесодія. Син Лакги Сінґха та його другої дружини Ганси Баї. Посів трон 1421 року. Через молодий вік регентом став зведений брат Чунда, але проти того стала інтригувати Ганса баї та підтримки свого рідного брата Ранмала Ратхор. Зрештою Чунда втік до Малавського султанату, а регентом став Ранмал.
У 1425—1427 роках і 1432 року вів з перемінними успіхами війни проти делійського султана Мубарак-шаха і гуджаратського султана Ахмед-шаха I відповідно. Водночас підкорився князівство Нагур (Нагор). Але зрештою вимушен був визнати зверхність Гуджарату.
1433 року Мокал Сінґх загинув внаслідок змови його стрийків Чача і Мери, які намагалися захопити владу. Їм завадив вуйко загиблого Ранмал, що на той час став раджою Марвару, який домігся зведення на трон Кумбхи Сінґха, малолітнього сина Мокал Сінґха.

## Будівництво
За його правління було завершено зведення палаців, які розпочав його батько. Також відновив храм Самадгішвар, який побудував свого часу магараджахіраджа Бходжа Парамара, внаслідок чого той отримав назву Мокал Джі Ка Мандір.